# Riß (Steilhang)

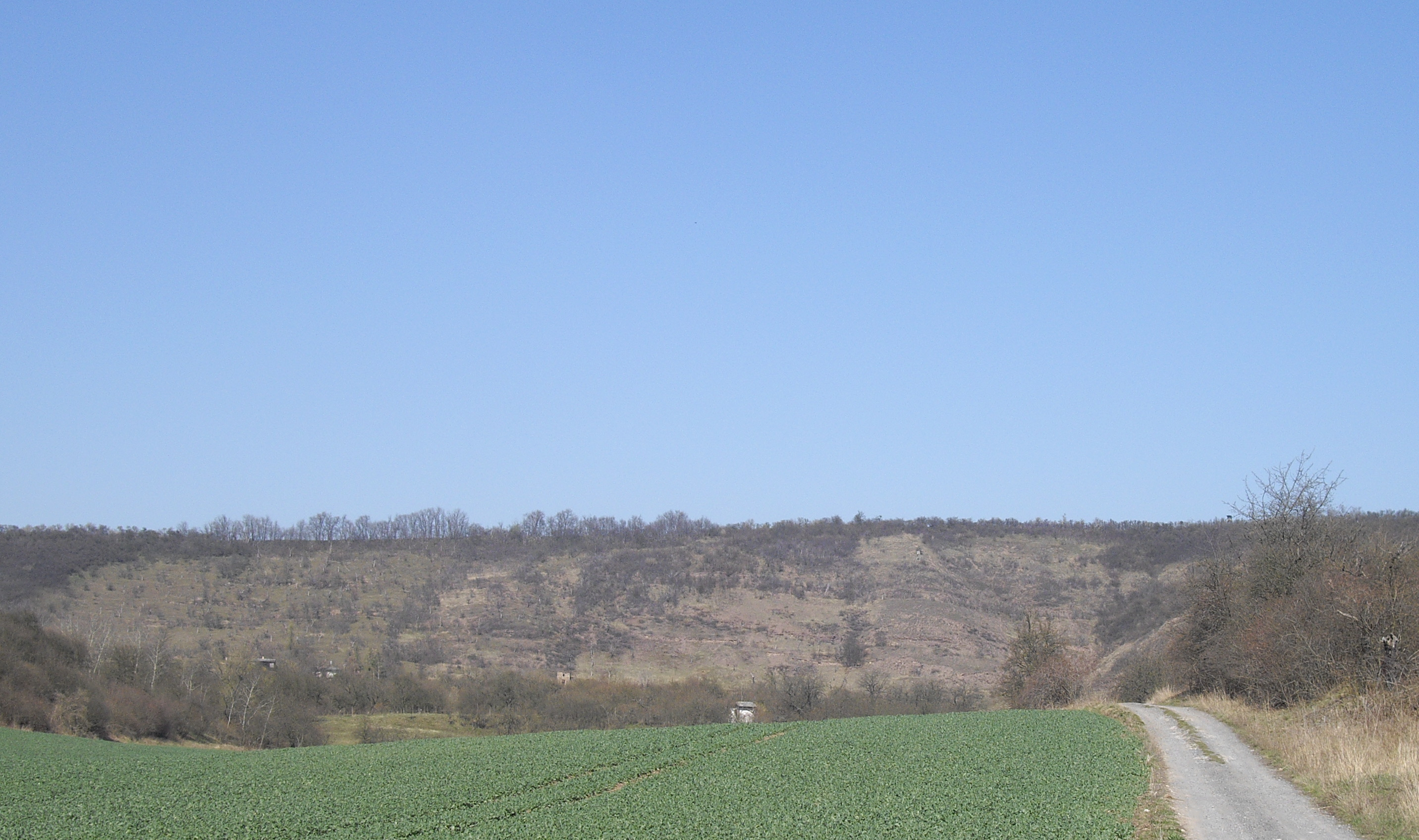
Das Riß bei Wormsleben

Das Riß ist ein Steilhang im Landkreis Mansfeld-Südharz in Sachsen-Anhalt. Es ist etwa 20 Kilometer lang und markiert die Südgrenze der Mansfelder Platte sowie die Nordgrenze der Eislebener Niederung. Das Riß beginnt nördlich von Volkstedt als Feldmulde und zieht sich dann nach Südosten zum Süßen See hin. Hier liegt der steilste Abschnitt des Riß', am Abschnitt Wormsleben-Seeburg wird Wein angebaut. Bei Langenbogen endet der Hang im Tal der Salza. 
Das Riß ist namensgebend für die Dörfer Unter- und Oberrißdorf.